# Sphaerospora sphaerula
Sphaerospora sphaerula is een microscopische parasiet uit de familie Sphaerosporidae. Sphaerospora sphaerula werd in 1939 beschreven door Noble. 